# Saint-Christophe (Vienne)
Saint-Christophe település Franciaországban, Vienne megyében. Lakosainak száma 278 fő (2022. január 1.). Saint-Christophe Faye-la-Vineuse, Jaulnay, Saint-Gervais-les-Trois-Clochers, Sérigny és Sossais községekkel határos.

## Népesség
A település népessége az elmúlt években az alábbi módon változott:
| Lakosok száma | 327  | 315  | 322  | 302  | 296  | 290  | 284  | 277  | 278  |
|               | 2013 | 2015 | 2016 | 2017 | 2018 | 2019 | 2020 | 2021 | 2022 |